# Geoffrey Coles
Geoffrey Horsman Coles (13. marts 1871 i Hastings - 27. januar 1916) var en britisk skytte som deltog i OL 1908 i London.
Humby vandt en bronzemedalje i skydning under OL 1908 i London. Han kom på en tredjeplads i holdkonkurrencen i 50 yards pistol.
De andre på holdet var Jesse Wallingford, Henry Lynch-Staunton og Walter Ellicott.
Han blev dræbt under 1. verdenskrig.